# Spinovelleda
Spinovelleda är ett släkte av skalbaggar. Spinovelleda ingår i familjen långhorningar.
Kladogram enligt Catalogue of Life:
| Spinovelleda | \| \| Spinovelleda basilewskyi \| \| \| \| \| \| Spinovelleda excavata \| \| \| \| |
|              | \| \| Spinovelleda basilewskyi \| \| \| \| \| \| Spinovelleda excavata \| \| \| \| |
|              | Spinovelleda basilewskyi                                                           |
|              |                                                                                    |
|              | Spinovelleda excavata                                                              |
|              |                                                                                    |